# Subhash Khot
Subhash A. Khot (* 10. Juni 1978 in Ichalkaranji, Indien)  ist ein indisch-US-amerikanischer Professor für Informatik am Courant Institute of Mathematical Sciences of New York University.

## Leben
Khot war in Indien 1995 Erster bei den Eingangsprüfungen für die Ingenieurshochschulen und gewann 1994 und 1995 Silbermedaillen auf den Internationalen Mathematikolympiaden. Er studierte am Indian Institute of Technology Bombay und wurde 2003 bei Sanjeev Arora an der Princeton University in Informatik promoviert (New Techniques for Probabilistically Checkable Proofs and Inapproximability Results) und war als Post-Doktorand am Institute for Advanced Study. 2004 wurde er Assistant Professor am Georgia Institute of Technology und 2007 Associate Professor an der New York University. 2011 bis 2013 war er Gastprofessor an der University of Chicago.
Er ist vor allem für die Unique Games Conjecture bekannt, die ein wichtiger Fortschritt in der Frage der Beurteilung der Komplexität von Näherungslösungen war.
2010 erhielt er den prestigeträchtigen und hochdotierten Alan T. Waterman Award der National Science Foundation, 2005 einen Microsoft Research New Faculty Fellowship Award und 2014 erhielt er den Nevanlinna-Preis. Er war Invited Speaker auf dem ICM 2010 in Hyderabad (Mathematical Aspects of Computer Science).
2016 wurde er mit dem MacArthur Fellowship ausgezeichnet, 2017 in die Royal Society und 2023 zum Mitglied der National Academy of Sciences gewählt.